# Ignacio Fideleff
Ignacio David Fideleff (Rosario, 4 luglio 1989) è un ex calciatore argentino con cittadinanza israeliana, di ruolo difensore.

## Biografia
Soprannominato El Petaco, nel 2013 ha acquisito la cittadinanza israeliana grazie alle origini ebraiche dei genitori.

## Caratteristiche tecniche
Era un difensore centrale di piede sinistro.

## Carriera

### Club
Di ascendenze russe, cresce nelle giovanili del Newell's Old Boys, club con cui esordisce in massima serie il 24 marzo 2008 nell'incontro con il Lanús, durante il quale realizza anche il goal del momentaneo vantaggio della sua squadra.
Il 31 agosto 2011 è ufficializzato l'ingaggio di Fideleff da parte del Napoli, con un contratto quinquennale per complessivi 1,7 milioni di euro. L'esordio in serie A avviene a Verona il 21 settembre 2011 in Chievo-Napoli 1-0 (esordio non felice visto che il gol vittoria di Moscardelli è scaturito da un errore del difensore argentino). In campionato colleziona 4 presenze.
Il 14 luglio 2012 viene ceduto al Parma in prestito con diritto di riscatto della metà. Il 16 dicembre 2012 esordisce con la nuova maglia nella partita Parma-Cagliari, subentrando a Biabiany nel secondo tempo. Resterà l'unica presenza stagionale.
Rientrato al Napoli, il 31 gennaio 2013 si trasferisce, sempre in prestito (per un anno e mezzo), agli israeliani del Maccabi Tel Aviv, acquisendo contemporaneamente la cittadinanza israeliana, e al termine della stagione conquista con la sua squadra il titolo nazionale.
Non avendo trovato molto spazio nemmeno nel club israeliano, con cui viene anche inserito nella lista UEFA per partecipare ai turni preliminari della Champions League, senza però riuscire a trovar posto nemmeno in panchina nelle tre partite disputate fino a quel momento dalla sua squadra, il 5 agosto 2013 fa ritorno anticipatamente al Napoli, che lo cede, facendogli far ritorno in patria, al Tigre, ancora una volta con la formula del prestito (fino al termine della stagione).
Rientrato al Napoli, non viene convocato per il ritiro precampionato. Il 21 agosto 2014 viene ceduto, ancora una volta in prestito, all'Ergotelis, nella massima serie greca, dove colleziona sette presenze stagionali. Terminata l'esperienza ellenica e rientrato nuovamente al Napoli, è relegato fuori rosa.
L'11 gennaio 2016 è ceduto a titolo definitivo ai paraguaiani del Nacional.

Il 20 gennaio 2018 viene ingaggiato dalla società islandese del Vestmannaeyjar. Dopo solo 4 mesi, rescinde il contratto con la squadra islandese e si accasa il 9 agosto 2018 al Palloseura Kemi Kings, club militante nella Veikkausliiga, la massima serie finlandese, ma dopo pochi mesi rescinderà il contratto dopo non aver mai avuto la possibilità di scendere in campo
Il 5 luglio 2019, firma un contratto con il Santa Lucia, club del massimo campionato maltese.
Il 22 aprile 2020, lascia il club maltese e, di conseguenza, anche il calcio giocato.

## Statistiche

### Presenze e reti nei club
Statistiche aggiornate all'11 gennaio 2016.
| Stagione                 | Squadra                  | Campionato               | Campionato | Campionato | Coppe nazionali | Coppe nazionali | Coppe nazionali | Coppe continentali | Coppe continentali | Coppe continentali | Totale | Totale |
| Stagione                 | Squadra                  | Comp                     | Pres       | Reti       | Comp            | Pres            | Reti            | Comp               | Pres               | Reti               | Pres   | Reti   |
| ------------------------ | ------------------------ | ------------------------ | ---------- | ---------- | --------------- | --------------- | --------------- | ------------------ | ------------------ | ------------------ | ------ | ------ |
| 2007-2008                | Newell's Old Boys        | PD                       | 9          | 1          | -               | -               | -               | -                  | -                  | -                  | 9      | 1      |
| 2008-2009                | Newell's Old Boys        | PD                       | 1          | 0          | -               | -               | -               | -                  | -                  | -                  | 1      | 0      |
| 2009-2010                | Newell's Old Boys        | PD                       | 8          | 0          | -               | -               | -               | -                  | -                  | -                  | 8      | 0      |
| 2010-2011                | Newell's Old Boys        | PD                       | 13         | 2          | -               | -               | -               | CS                 | 3                  | 0                  | 16     | 2      |
| ago. 2011                | Newell's Old Boys        | PD                       | 4          | 0          | -               | -               | -               | -                  | -                  | -                  | 4      | 0      |
| Totale Newell's Old Boys | Totale Newell's Old Boys | Totale Newell's Old Boys | 35         | 3          |                 |                 |                 |                    | 3                  | 0                  | 38     | 3      |
| ago. 2011-2012           | Napoli                   | A                        | 4          | 0          | CI              | 0               | 0               | UCL                | 0                  | 0                  | 4      | 0      |
| 2012-gen. 2013           | Parma                    | A                        | 1          | 0          | CI              | 0               | 0               | -                  | -                  | -                  | 1      | 0      |
| gen.-giu. 2013           | Maccabi Tel Aviv         | Lh                       | 7          | 0          | CI              | 1               | 0               | -                  | -                  | -                  | 8      | 0      |
| lug.-ago. 2013           | Maccabi Tel Aviv         | Lh                       | -          | -          | CI              | -               | -               | UCL                | 0                  | 0                  | 0      | 0      |
| Totale Maccabi Tel Aviv  | Totale Maccabi Tel Aviv  | Totale Maccabi Tel Aviv  | 7          | 0          |                 | 1               | 0               |                    | -                  | -                  | 8      | 0      |
| ago. 2013-2014           | Tigre                    | PD                       | 17         | 0          | CA              | 0               | 0               | -                  | -                  | -                  | 17     | 0      |
| 2014-2015                | Ergotelis                | SL                       | 7          | 1          | CG              | -               | -               | -                  | -                  | -                  | 7      | 1      |
| 2015-gen. 2016           | Napoli                   | A                        | 0          | 0          | CI              | 0               | 0               | UEL                | 0                  | 0                  | 0      | 0      |
| Totale Napoli            | Totale Napoli            | Totale Napoli            | 4          | 0          |                 | 0               | 0               |                    | 0                  | 0                  | 4      | 0      |
| 2016                     | Nacional                 | DP                       | -          | -          | -               | -               | -               | -                  | -                  | -                  | -      | -      |
| Totale carriera          | Totale carriera          | Totale carriera          | 71         | 4          |                 | 1               | 0               |                    | 3                  | 0                  | 75     | 4      |

## Palmarès

### Club

#### Competizioni nazionali
- Coppa Italia: 1

Napoli: 2011-2012
- Campionato israeliano: 1

Maccabi Tel Aviv: 2012-2013